# 百万人の劇場
『百万人の劇場』（ひゃくまんにんのげきじょう）は、1960年4月3日から同年10月2日までフジテレビが編成していた単発テレビドラマ放送枠である。日本鋼管（現・JFEエンジニアリング）の一社提供。編成時間は毎週日曜 22:00 - 22:45 （日本標準時）。全27回。
当時フジテレビが別の時間帯に編成していた『東芝土曜劇場』は若年層がターゲット、『サンウエーブ火曜劇場』は婦人向けというラインナップだったのに対し、本枠の放送作品は本格的な文芸ドラマで、当時の人気俳優たちが出演していた。

## 放送作品一覧
| 回 | 放送日  | タイトル       |
| -- | ------- | -------------- |
| 1  | 4月3日  | 好人物の夫婦   |
| 2  | 4月10日 | 警視総監の笑い |
| 3  | 4月17日 | 女は同じ物語   |
| 4  | 4月24日 | ヴィヨンの妻   |
| 5  | 5月1日  | にごりえ       |
| 6  | 5月8日  | 花環           |
| 7  | 5月15日 | 老妓抄         |
| 8  | 5月22日 | 風立ちぬ       |
| 9  | 5月29日 | 彼岸花         |
| 10 | 6月5日  | 灯台           |
| 11 | 6月12日 | 武蔵野夫人     |
| 12 | 6月19日 | 足摺岬         |
| 13 | 6月26日 | 若杉裁判長     |
| 14 | 7月3日  | 明暗           |
| 15 | 7月10日 | 高瀬舟         |
| 16 | 7月17日 | 片恋           |
| 17 | 7月24日 | おとうと       |
| 18 | 7月31日 | 木村長門守     |
| 19 | 8月7日  | あにいもうと   |
| 20 | 8月14日 | おはん         |
| 21 | 8月21日 | 何処へ         |
| 22 | 8月28日 | 蛍             |
| 23 | 9月4日  | 娘の縁談       |
| 24 | 9月11日 | 稲妻           |
| 25 | 9月18日 | 家出少女       |
| 26 | 9月25日 | 雑居家族       |
| 27 | 10月2日 | 渇いた夏       |